# Claires Knie
Claires Knie (Originaltitel: Le Genou de Claire) ist ein französischer Spielfilm aus dem Jahr 1970 und der fünfte Teil aus dem Filmzyklus Sechs moralische Erzählungen von Éric Rohmer.

## Handlung
Der Diplomat Jérôme verbringt die Sommerferien vor seiner Hochzeit am Lac d’Annecy. Über eine langjährige Freundin, die Schriftstellerin Aurora, lernt er Madame Walter und deren Tochter Laura kennen. Jérôme macht mit Laura eine Bergwanderung und sie verliebt sich ein wenig in ihn.
Einige Tage später trifft Lauras Stiefschwester Claire ein. Jérôme interessiert sich für das attraktive Mädchen und entwickelt ein zwanghaftes Verlangen, ihr Knie zu berühren. Die Gelegenheit bietet sich, als Claire und Jérôme während einer Bootsfahrt Zuflucht in einer Hütte suchen müssen, da ein Gewitter aufzieht. Jérôme erzählt Claire, dass er ihren Freund Gilles mit einem anderen Mädchen gesehen habe. Daraufhin beginnt sie zu weinen und lässt ihn gewähren, als er seine Hand auf ihr Knie legt.

## Hintergrund
Jean-Claude Brialy berichtet in seiner Autobiografie von den Dreharbeiten am Lac d’Annecy. Rohmer hatte demnach die gesamte Filmcrew in einem alten Haus untergebracht, in dem es nur ein gemeinsames Badezimmer gab, und übernachtete selbst in einem Schuppen. Besonders schwierig sei die Zusammenarbeit mit Béatrice Romand gewesen, die sich ständig in die Dreharbeiten eingemischt und ihn in einer Szene sogar gebissen habe.
Die weiteren Filme des Zyklus sind Die Bäckerin von Monceau (1962), Die Karriere von Suzanne (1963), Die Sammlerin (1967), Meine Nacht bei Maud (1969) und Die Liebe am Nachmittag (1972).

## Kritik
Der film-dienst pries Rohmers Analyse von „Gefühlen und Verhaltensweisen verschiedener Generationen“ in seiner zeitgenössischen Filmkritik als „[p]sychologisch außerordentlich subtil und diskret“. Der Film sei eine „Fallstudie narzißtischer Eigenliebe“.
„Diese konversationsreiche Studie über Umwege der Liebe“, befand Cinema sei „intellektuelle Erotik in ihrer subtilsten Form“.

## Auszeichnungen
Der Film gewann 1970 den renommierten Prix Louis-Delluc, ein Jahr später den Hauptpreis auf dem San Sebastián International Film Festival. 1972 wurde Claires Knie mit dem Prix Méliès der Association Française de la Critique de Cinéma zum Besten französischen Film gekürt, während Rohmers Regiearbeit in den USA ebenfalls Widerhall bei der Kritik fand und die Preise des National Board of Review als Bester fremdsprachiger Film und der National Society of Film Critics als Bester Film des Jahres erhielt.